# Münchener Punsch

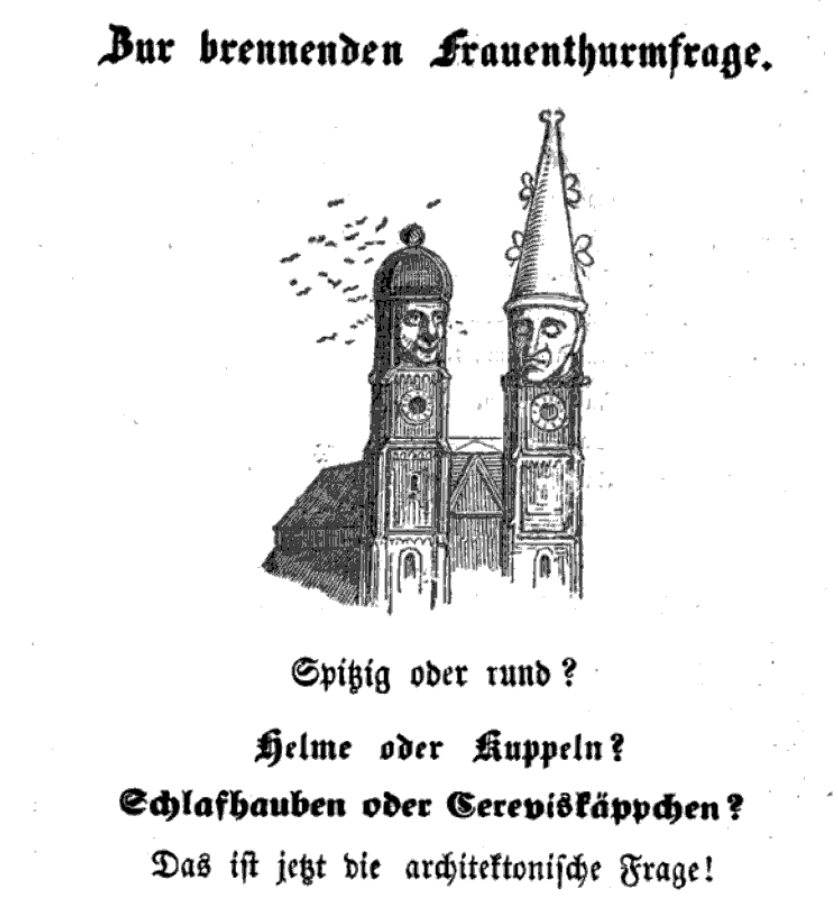
Karikatur über Pläne zur Umgestaltung der Frauenkirche „Zur brennenden Frauenturmfrage. Spitzig oder rund? Helme oder Kuppeln? Schlafhauben oder Cereviskäppchen? Das ist jetzt die architektonische Frage!“, 13. Februar 1853

Der Münchener Punsch war eine von bis 1848 bis 1871 in München erscheinende Satirezeitschrift. Eine Neuauflage der Zeitschrift im Jahr 1875 scheiterte.
Der Münchener Punsch wurde im Revolutionsjahr 1848 ursprünglich als Carnevals-Blatt gegründet, um den Zusammenhang zwischen politischem Karneval und Revolution zu dokumentieren. Im selben Jahr wurde der Untertitel in Ein satyrisches Original-Blatt geändert, um die Zeitschrift von den zahlreich erscheinenden Nachdrucken abzugrenzen. 1856 lautete der Untertitel Ein humoristisches Originalblatt und ab 1869 nur noch Ein humoristisches Wochenblatt.
Der Münchener Punsch erschien wöchentlich, erst mit vier, dann mit acht Seiten Umfang. Redakteur und Herausgeber war M.E. Bertram (eigentlich M. E. Schleich), der wahrscheinlich die Artikel fast alle selbst schrieb. Schwerpunkt war die süddeutsche Sicht politischer und gesellschaftlicher Themen. Die Weltanschauung des Autors war eher beschaulich, im Gegensatz zum etwas später erscheinenden Simplicissimus.